# Alfredo Kindelán y Duany
Alfredo Kindelán y Duany (Santiago de Cuba, 1879 - Madrid, 1962) fou un militar espanyol. Durant els primers anys de la seva carrera es va dedicar a la introducció de l'aeronàutica a l'exèrcit espanyol.
Va participar de forma important a la Guerra del Rif com a cap d'esquadrilla i a la Guerra Civil Espanyola com a responsable de l'aviació militar de l'exèrcit franquista.
Entre 1942 i 1947, va participar en un complot per substituir Franco per Joan de Borbó i Battenberg que va fracassar. A causa d'això se'l va arrestar a casa seva i no va ser alliberat fins anys després. El 1961 va ser nomenat marquès de Kindelán, i l'any següent, el 5 d'abril de 1962, moriria a Madrid. El 1988 el Ministeri de Defensa d'Espanya va crear la càtedra Alfredo Kindelán.

## Biografia
Va néixer a Santiago de Cuba el 13 de març de 1879, fill d'Ultano Kindelán i de Manuela Duany. La seva família provenia d'Irlanda, tot i ser espanyols, i era de tradició militar. Al fer els 14 anys, i a causa de la mort del seu pare quan en tenia 13, va ingressar al cos d'enginyers.
El 1899 va ser nomenat tinent i aviat es va interessar per l'aeronàutica. El 1901, va obtenir el títol de pilot de globus aerostàtic del Servei d'Aerostació Militar de Guadalajara i l'any 1905 va assistir a la Primera Conferència de la Federació Aeronàutica Internacional com a representant espanyol. Juntament amb Leonardo Torres Quevedo, van desenvolupar un prototip de dirigible semirígid el 1906. Posteriorment va encarregar a l'artista valencià Ricard Causarás i Casaña el disseny d'un monoplà triangular, una ala delta rígida, que patentaria el 1909.
L'any 1911, sota el comandament del coronel Pere Vives Vich, va col·laborar a portar els avions Farman. Amb aquests avions, i fundant la primera escola de pilots militars a l'aeròdrom de Cuatro Vientos, va obtenir el primer títol de pilot militar a Espanya. El 1913 va esclatar la Guerra del Rif, on Kindelán va dirigir la primera esquadrilla que faria un bombardeig aeri.
El 1922 seria nomenat cap de les forces aèries d'Àfrica i seria ferit de gravetat. Un cop recuperat va dirigir l'esquadrilla expedicionària al desembarcament d'Alhucemas l'any 1925. Durant la dècada dels 20 també col·laboraria al desenvolupament de l'aviació civil.
La seva carrera s'estroncaria temporalment el 1931, amb el triomf de la República. Kindelán era ferventment monàrquic i es va exiliar. El 1934 va tornar a Espanya i va col·laborar a orquestrar el cop d'estat.
Durant la Guerra Civil Espanyola, Kindelán va dirigir l'aviació del bàndol sublevat. Va ser durant aquest conflicte que l'aviació militar es va anar separant de la resta d'armes, i es va acabar erigint com a força independent el 7 d'octubre de 1939. Kindelán va ser el responsable dels bombardeigs de diverses ciutats sota control republicà, per exemple Barcelona, Lleida...
Acabada la guerra, de 1941 a 1942 fou capità general de Catalunya. Posteriorment va participar en un intent de cop d'estat contra el general Franco, que perseguia substituir-lo per Joan de Borbó. Aquesta conspiració va fracassar i Franco el va fer arrestar a casa seva durant anys. Va ser alliberat posteriorment gràcies a unes negociacions amb el Vaticà i per pressions internacionals. El 1961 va rebre el títol de marquès de Kindelán i moriria l'any següent.

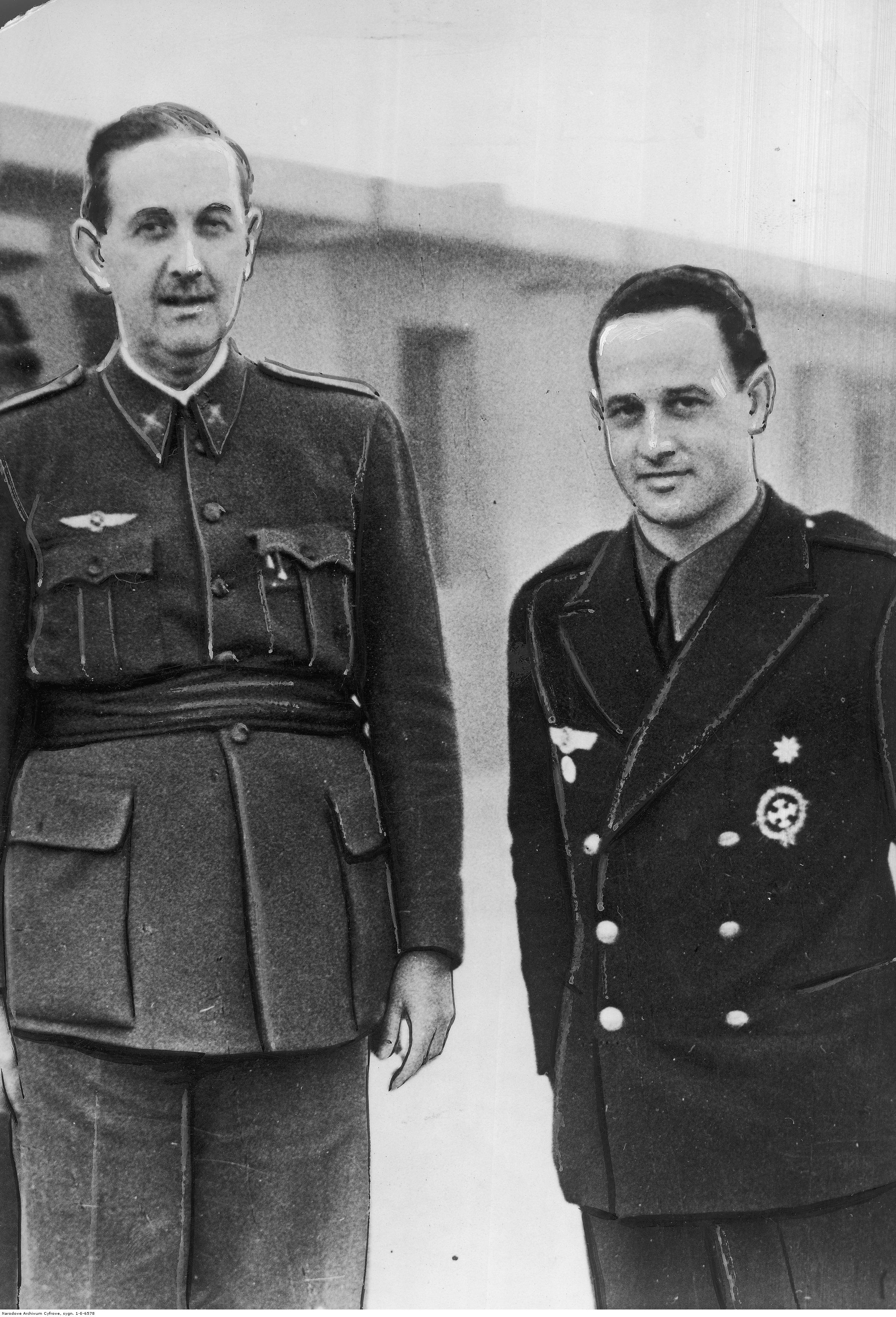
El general Alfredo Kindelán y Duany (esquerra) i el major Joaquín García-Morato y Castaño (dreta), condecorat amb la Creu Llorejada de Sant Ferran durant la Guerra Civil espanyola.

## Obres
- Las ascensiones libres en la compañía de aerostación, 1906
- Globos dirigibles, 1909
- Dirigibles y Aeroplanos, editorial Memorial de ingenieros del ejército, 1910
- La flota aérea española, 1916
- España ante la esfinge, editorial Plus Ultra, 1942
- El generalato y el general: misiones y cualidades,, editorial Gráficas Yagües, Madrid, 1943

conferencia en la inauguración del tercer curso de mandos, Escuela Superior del Ejército
- España, ente geopolítico singular, editorial Gráficas Yagũes, Madrid, 1943

conferencia en el acto inaugural del 4º curso de mandos superiores, Escuela Superior del Ejército
- Ciclo de lecciones militares de la hora presente, editorial Gráficas Yagües, Madrid, 1944

conferencia de la 4ª y 5ª hora, Escuela Superior del Ejército
- La guerra en el Mediterráneo y Norte de África, editorial Idea, 1944

Tomo V, colección: Historia de la Segunda Guerra Mundial
- La próxima guerra, editorial Manuel Aguilar, 1945
- Plus Ultra, Madrid, 1945
- Mis cuadernos de guerra, Madrid, 1945
- Ejército y política, Editorial Aguilar, Madrid, 1947
- Europa, su forja en cien batallas, editorial J. Pueyo, Madrid, 1952
- Clima de guerra, editorial Aguilar, 1952
- Biografía del Señor D. Pedro Vives Vich, general de Ingenieros, fundador y primer jefe de la Aeronáutica española, editorial Rex, Barcelona, 1955
- Cuatro novias inglesas, editorial Destino, Barcelona, 1960
- El problema de los ejércitos, editorial Euramérica, Madrid, 1961
- Mis cuadernos de guerra, editorial Planeta, Barcelona, 1982, ISBN 84-320-5677-4

Es una segunda reedición del libro publicado en 1945 pero esta vez con pasajes suprimidos por la censura franquista.
- La verdad de mis relaciones con Franco, editorial Planeta, 1ª Edición, Barcelona, 1981 ISBN 8432056650